# Sylvan Grove (Kansas)
Sylvan Grove é uma cidade localizada no estado americano de Kansas, no Condado de Lincoln.

## Demografia
Segundo o censo americano de 2000, a sua população era de 324 habitantes.
Em 2006, foi estimada uma população de 299, um decréscimo de 25 (-7.7%).

## Geografia
De acordo com o United States Census Bureau tem uma área de
1,0 km², dos quais 1,0 km² cobertos por terra e 0,0 km² cobertos por água. Sylvan Grove localiza-se a aproximadamente 450 m acima do nível do mar.

## Localidades na vizinhança
O diagrama seguinte representa as localidades num raio de 28 km ao redor de Sylvan Grove.